# Quarata
Quarata è una frazione di circa 2 000 abitanti del comune di Arezzo che si trova in direzione nord-ovest rispetto al centro della città, lungo la via Setteponti in direzione di Castiglion Fibocchi. Gli abitanti sono detti "quaratini".
La frazione amministrativamente fa parte della Circoscrizione 1.
È uno dei nuclei medievali più importanti del comune di Arezzo. Secondo lo studioso Carlo Starnazzi, il suo castello fu usato da Leonardo da Vinci come punto d'osservazione del paesaggio che poi dipinse nella Gioconda. Tale ipotesi ha trovato supporto anche da parte di altri studiosi.
Nelle vicinanze del paese si estende il "triangolo delle cave", un'area agricola di 400 ettari che comprende anche le frazioni di Patrignone e Campoluci. Recentemente sono in atto operazioni per la salvaguardia ambientale della zona con continue sollecitazioni agli organi competenti circa la riqualificazione e bonifica del territorio.
La tradizione vuole che il 10 gennaio 1276, qui morisse Gregorio X, al suo ritorno dal concilio di Lione II.
Il patrono è sant'Andrea apostolo.